# عزم الجسد
في علم المِيكانِيكا، عزم القوة هو مقدار تأثير الدوران الذي تحدثه الـقوة حول نقطةٍ ما في الفراغ،   وفي معظم الأمثلة العملية، يُعد عزم القوى بمثابة نتائج القوى التي تعمل على مسافةٍ من نقطة الاهتمام،   وعندئذٍ يكون الإجهاد (stress) على الجسم الذي تؤثر عليه القوة متماثلاً،   وإذا نتج عزم القوة عن قوة جسم شديدة، مثل تلك الناتجة في المواد المغناطيسية في حقلٍ مغناطيسيٍّ قوي، فإن موتر الضغط يكون غير متماثل.